# Tät mängd
En tät mängd är inom topologi och matematisk analys en delmängd {\displaystyle A} till ett topologiskt rum {\displaystyle X} så att i varje omgivning till varje element {\displaystyle x} i {\displaystyle X} finns ett element ur {\displaystyle A}.
Ekvivalent uttryckt är en delmängd {\displaystyle A} tät i {\displaystyle X} om {\displaystyle X} är den minsta slutna mängd som innehåller hela {\displaystyle A}, dvs det slutna höljet till {\displaystyle A} är {\displaystyle X}
{\displaystyle {\bar {A}}=X}
som även kan användas som villkor för att {\displaystyle A} är tät i {\displaystyle X} om {\displaystyle X} är ett metriskt rum.

## Exempel
- De rationella och de irrationella talen är var för sig täta delmängder i de reella talen.
- Med avståndsfunktionen {\displaystyle d(f,g)=\max _{t\in [a,b]}(|f(t)-g(t)|)} är polynomfunktionerna täta i mängden kontinuerliga funktioner på {\displaystyle [a,b]}. Däremot är de kontinuerliga funktionerna på samma intervall inte täta i mängden av alla funktioner.